# 安田倉庫
安田倉庫株式会社（やすだそうこ 英: Yasuda Logistics Corporation）は、東京都港区に本社を置く総合物流事業者である。芙蓉グループの準構成会社。

## 概要
首都圏を基盤に倉庫、陸上運送、港運・国際輸送、不動産などを展開。関西に強い中央倉庫と資本・業務提携をしている。
同じ芙蓉グループを構成するヒューリックの株式3.7%を保有する大株主（第7位）である。（2024年6月26日現在）

## 沿革
- 1919年（大正8年） - 興亜起業株式会社設立。
- 1942年（昭和17年） - 現社名に変更。
- 1999年（平成11年） - 東京証券取引所2部上場。
- 2005年（平成17年） - 東京証券取引所1部指定替え。

## 事業内容
- 倉庫業
- 運送取扱業
- 港湾運送業
- 通関業
- 物流機器の販売・賃貸業
- 物流情報システムの開発・運営業
- 不動産業
- 建物設備の販売・賃貸業

## 連結子会社

### 物流事業
- 株式会社ヤスダワークス
- 北海安田倉庫株式会社
- 安田運輸株式会社
- 芙蓉エアカーゴ株式会社
- 日本ビジネスロジスティクス株式会社
- 安田メディカルロジスティクス株式会社
- 株式会社ワイズプラスワン
- 大西運輸株式会社
- オオニシ機工株式会社
- 株式会社オリエント・サービス
- 安田中倉国際貨運代理（上海）有限公司
- 安田物流（上海）有限公司
- YASUDA LOGISTICS (VIETNAM) CO.,LTD.
- PT. YASUDA LOGISTICS INDONESIA

### 不動産事業
- 株式会社安田エステートサービス